# Vòng loại Giải vô địch bóng đá nữ U-17 thế giới khu vực châu Phi 2016
Vòng loại Giải vô địch bóng đá nữ U-17 thế giới khu vực châu Phi 2016 được tổ chức nhằm xác định đội tuyển của khu vực châu Phi tham dự Giải vô địch bóng đá nữ U-17 thế giới.
Giải đấu diễn ra theo thể thức loại trực tiếp sân nhà sân khách. Ba đội tuyển Cameroon, Nigeria và Ghana đại diện cho khu vực châu Phi tham dự Giải vô địch bóng đá nữ U-17 thế giới 2016.

## Vòng sơ loại
| Đội 1    | TTS | Đội 2        | Lượt đi | Lượt về |
| -------- | --- | ------------ | ------- | ------- |
| Gabon    | w/o | Sierra Leone | —       | —       |
| Djibouti | w/o | CHDC Congo   | —       | —       |
| Botswana | 2–3 | Namibia      | 1–2     | 1–1     |

Ghi chú: CHDC Congo và Gabon bỏ cuộc.
| Gabon | Bị hủy   | Sierra Leone |
| ----- | -------- | ------------ |
|       | Chi tiết |              |

| Sierra Leone | Bị hủy   | Gabon |
| ------------ | -------- | ----- |
|              | Chi tiết |       |

Sierra Leone nghiễm nhiên thắng.
| Djibouti | Bị hủy   | CHDC Congo |
| -------- | -------- | ---------- |
|          | Chi tiết |            |

| CHDC Congo | Bị hủy   | Djibouti |
| ---------- | -------- | -------- |
|            | Chi tiết |          |

Djibouti nghiễm nhiên thắng.
| Botswana         | 1–2      | Namibia                  |
| ---------------- | -------- | ------------------------ |
| Radiakanyo 45+1' | Chi tiết | Van Wyk 34' · Haoses 84' |

| Namibia     | 1–1      | Botswana   |
| ----------- | -------- | ---------- |
| Van Wyk 60' | Chi tiết | Abueng 19' |

Namibia thắng với tổng tỉ số 3–2.

## Vòng một
| Đội 1    | TTS          | Đội 2        | Lượt đi | Lượt về |
| -------- | ------------ | ------------ | ------- | ------- |
| Maroc    | w/o          | Mali         | —       | —       |
| Ghana    | w/o          | Sierra Leone | —       | —       |
| Cameroon | 3–3 ((5–4 p) | Ethiopia     | 2–1     | 1–2     |
| Ai Cập   | 9–0          | Djibouti     | 6–0     | 3–0     |
| Nigeria  | 9–0          | Namibia      | 4–0     | 5–0     |
| Nam Phi  | w/o          | Zambia       | —       | —       |

Ghi chú: Sierra Leone, Mali và Zambia bỏ cuộc.
| Maroc | Bị hủy   | Mali |
| ----- | -------- | ---- |
|       | Chi tiết |      |

| Mali | Bị hủy   | Maroc |
| ---- | -------- | ----- |
|      | Chi tiết |       |

Maroc nghiễm nhiên thắng.
| Ghana | Bị hủy   | Sierra Leone |
| ----- | -------- | ------------ |
|       | Chi tiết |              |

| Sierra Leone | Bị hủy   | Ghana |
| ------------ | -------- | ----- |
|              | Chi tiết |       |

Ghana nghiễm nhiên thắng.
| Cameroon                | 2–1      | Ethiopia   |
| ----------------------- | -------- | ---------- |
| Djoubi 59' (ph.đ.), 78' | Chi tiết | Demeke 39' |

| Ethiopia               | 2–1      | Cameroon     |
| ---------------------- | -------- | ------------ |
| Demeke 10' · Lakew 19' | Chi tiết | Takounda 87' |
| Loạt sút luân lưu      |          |              |
|                        | 4–5      |              |

Tổng tỉ số 3–3. Cameroon thắng bằng luân lưu.
| Ai Cập                                               | 6–0      | Djibouti |
| ---------------------------------------------------- | -------- | -------- |
| Mostafa 16' · Tarek 31', 48', 65', 90+5' · Ezzat 56' | Chi tiết |          |

| Djibouti | 0–3      | Ai Cập              |
| -------- | -------- | ------------------- |
|          | Chi tiết | Tarek 44', 48', 57' |

Ai Cập thắng với tổng tỉ số 9–0.
| Nigeria                               | 4–0      | Namibia |
| ------------------------------------- | -------- | ------- |
| Ajibade 13', 67' · Aku 35' · Efih 43' | Chi tiết |         |

| Namibia | 0–5      | Nigeria                                           |
| ------- | -------- | ------------------------------------------------- |
|         | Chi tiết | Dike 4' · Aku 32', 53' · Ajibade 69' · Fajobi 85' |

Nigeria thắng với tổng tỉ số 9–0.
| Nam Phi | Bị hủy   | Zambia |
| ------- | -------- | ------ |
|         | Chi tiết |        |

| Zambia | Bị hủy   | Nam Phi |
| ------ | -------- | ------- |
|        | Chi tiết |         |

Nam Phi nghiễm nhiên thắng.

## Vòng hai
Đội thắng giành quyền dự Giải vô địch bóng đá nữ U-17 thế giới 2016.
| Đội 1    | TTS  | Đội 2   | Lượt đi | Lượt về |
| -------- | ---- | ------- | ------- | ------- |
| Maroc    | 0–10 | Ghana   | 0–4     | 0–6     |
| Cameroon | 6–1  | Ai Cập  | 2–1     | 4–0     |
| Nigeria  | 7–0  | Nam Phi | 6–0     | 1–0     |

| Maroc | 0–4      | Ghana                                            |
| ----- | -------- | ------------------------------------------------ |
|       | Chi tiết | Abdulai 4', 22' · Alhassan 15' · Owusu-Ansah 71' |

| Ghana                                                                                     | 6–0      | Maroc |
| ----------------------------------------------------------------------------------------- | -------- | ----- |
| Abdulai 3' · Asuako 39' (ph.đ.) · Abdul Rahman 64', 79' · Owusu-Ansah 68' · Asantewaa 77' | Chi tiết |       |

Ghana thắng với tổng tỉ số 10–0.
| Cameroon                          | 2–1      | Ai Cập    |
| --------------------------------- | -------- | --------- |
| Takounda 12' · Djoubi 36' (ph.đ.) | Chi tiết | Tarek 38' |

| Ai Cập | 0–4      | Cameroon                                        |
| ------ | -------- | ----------------------------------------------- |
|        | Chi tiết | Takounda 7', 11' · Dabda 21' · Mpeh Bissong 27' |

Cameroon thắng với tổng tỉ số 6–1.
| Nigeria                                     | 6–0      | Nam Phi |
| ------------------------------------------- | -------- | ------- |
| Fajobi 2', 30' · Ajibade 26', 33', 34', 42' | Chi tiết |         |

| Nam Phi | 0–1      | Nigeria     |
| ------- | -------- | ----------- |
|         | Chi tiết | Ajibade 27' |

Nigeria thắng với tổng tỉ số 7–0.

## Các đội vượt qua vòng loại
| Đội      | Số lần dự World Cup U-17   |
| -------- | -------------------------- |
| Cameroon | 0                          |
| Ghana    | 4 (2008, 2010, 2012, 2014) |
| Nigeria  | 4 (2008, 2010, 2012, 2014) |